# ASB Classic 2000
ASB Classic 2000 — жіночий тенісний турнір, що проходив на відкритих кортах з твердим покриттям ASB Tennis Centre в Окленді (Нова Зеландія). Належав до турнірів 4-ї категорії в рамках Туру WTA 2000. Відбувсь уп'ятнадцяте і тривав з 3 до 8 січня 2000 року. Друга сіяна Анна Кремер здобула титул в одиночному розряді й отримала 16 тис. доларів США.

## Фінальна частина

### Одиночний розряд
Анна Кремер —  Кара Блек, 6–4, 6–4
- Для Кремер це був 1-й титул за кар'єру.

### Парний розряд
Кара Блек /  Александра Фусаї —  Барбара Шварц /  Патріція Вартуш, 3–6, 6–3, 6–4

## Розподіл призових грошей
| Дисципліна       | П       | Ф      | ПФ     | ЧФ     | 1/8    | 1/16 |
| Одиночний розряд | $16,000 | $8,000 | $4,400 | $2,500 | $1,400 | $850 |

Загальний призовий фонд турніру становив 110 тис. доларів США.